# The Cat Came Back
Pour le film canadien de 1989, voir Le chat colla.
Pour plus de détails, voir Fiche technique et Distribution.
The Cat Came Back est un film américain d'animation réalisé par Friz Freleng, sorti en 1936.
Produit par Leon Schlesinger et distribué par Warner Bros., ce cartoon fait partie de la série Merrie Melodies.

## Voix originales
- Billy Bletcher : Kitten